# Jonathon Williams
Jonathon Williams (Richmond, California, 16 de abril de 1990) es un baloncestista estadounidense que pertenece a la plantilla del New Heroes Den Bosch de la DBL, la primera división del baloncesto holandés. Con 1,98 metros de estatura, juega en la posición de alero.

## Trayectoria deportiva

### Universidad
Jugó sus dos primeros años universitarios en el Community College of San Francisco, de la NJCAA, donde en su segunda temporada llevó al equipo a un balance de 31 victorias por una derrota, promediando 14,0 puntos y 8,0 rebotes por partido.
En 2013 fue transferido a los Seahawks del Wagner College de la División I de la NCAA, donde completó dos temporadas más, en las que promedió 14,5 puntos, 5,6 rebotes y 1,0 asistencias por partido. En su último año fue incluido en el segundo mejor quinteto de la Northeast Conference.

### Profesional
Tras no ser elegido en el Draft de la NBA de 2013, comenzó su carrera profesional en el Itzehoe Eagles de la 1.Regionalliga, la cuarta división del baloncesto alemán, con quienes logró ascender a la ProB. Ya en la tercera división, jugó una temporada más, promediando 21,1 puntos y 6,9 rebotes por partido.
En julio de 2015 continuó subiendo peldaños dentro del baloncesto alemán al fichar por el Hamburg Towers, de la ProA, la segunda división. Jugó una temporada como titular, en la que promedió 12,7 puntos y 4,7 rebotes por partido.
En septiembre de 2016 fichó por el Kirchheim Knights, también de la ProB alemana. Jugó una temporada, en la que sus números mejoraron hasa los 18,4 puntos y 6,4 rebotes por partido. Al año siguoente regresó a Hamburgo para disputar la temporada 2017-18, promediando 16,4 puntos y 4,6 rebotes por encuentro.
El 3 de julio de 2018 cambió de liga y de país, tras cinco años en Alemania, al fichar por el New Heroes Den Bosch de la DBL, la primera división holandesa.